# Haute Matsiatra

Die Region Haute Matsiatra liegt im Zentrum Madagaskars

Haute Matsiatra (Malagasy Matsiatra Ambony, dt. Ober-Matsiatra) ist eine der 22 Regionen Madagaskars. Es gehört zur (alten) Provinz Fianarantsoa im Zentrum der Insel. Im Jahr 2004 lebten 1.128.900 Einwohner in der Region.

## Geographie
Die Region Haute Matsiatra hat eine Fläche von 21.080 km². Hauptstadt ist Fianarantsoa. Die Landschaft wird geprägt von Reisfeldern und Reisterrassen.

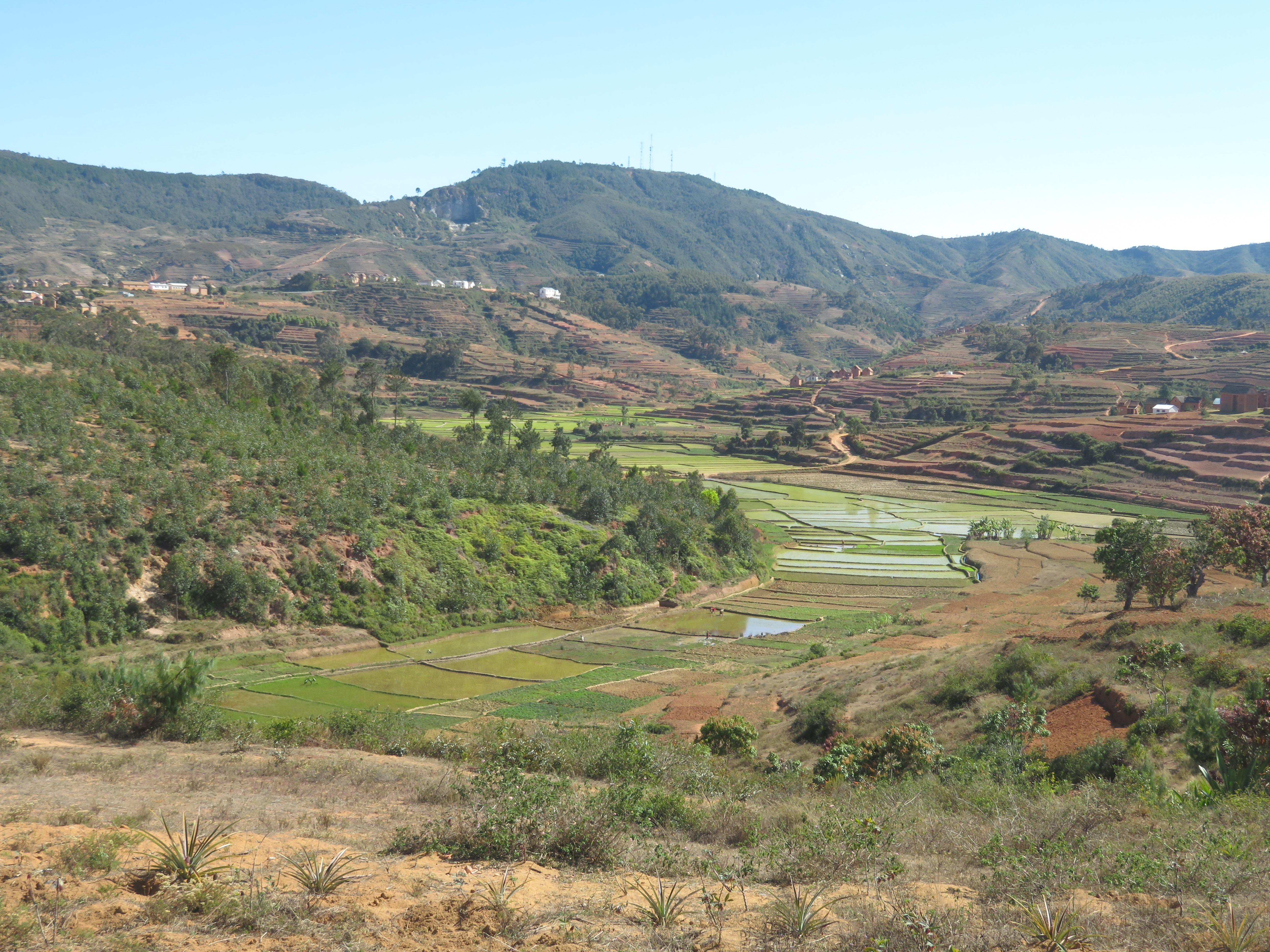
Reisfelder und -terrassen bei Fianarantsoa

## Verwaltungsgliederung
Die Region Haute Matsiatra ist in 5 Distrikte aufgeteilt:
- Ambalavao
- Ambohimahasoa
- Fianarantsoa
- Fianarantsoa II
- Ikalamavony